# Бейлерт, Ян ван
Ян Херманс ван Бейлерт (нидерл. Jan Hermansz van Bijlert; 1597[…], Утрехт — 13 ноября 1671, Утрехт) — голландский живописец Золотого века голландского искусства, родом из Утрехта, один из утрехтских караваджистов. Около четырёх лет он провёл в Италии, в Риме стал одним из основателей кружка северных художников «Перелётные птицы».

## Биография
Ян ван Бейлерт родился в Утрехте, в семье мастера по изготовлению витражей Хермана Бернтса ван Бейлерта. Возможно, он прошёл начальное обучение у отца. Впоследствии стал учеником Авраама Блумарта. Как и другие художники из Утрехта, он путешествовал по Франции и Италии.
Ван Бейлерт два года жил и работал в Париже и полгода в Экс-ан-Провансе. В 1621 году он жил на Виа Маргутта в Риме. Весной 1623 года в Риме вместе с Корнелисом ван Пуленбургом и Виллемом Молейном он стал одним из основателей группы «Перелётные птицы» (нидерл. Bentvueghels, или «Бент» (нидерл. bent — клуб, собрание, нидерл. Bent vogels) — сообществу, или «братству», иностранных художников, прибывавших в католический Рим из северных стран (главным образом из Нидерландов и Германии). В группе было принято давать художникам новые имена, так называемое «изогнутое имя». Имя ван Бейлерта было «Эней» (Aeneas). В Риме он был также известен как Джованни Билардо (Giovanni Bilardo).
К 1625 году он вернулся в Утрехт, женился, в 1630 году стал членом утрехтской гильдии Святого Луки и реформатской церкви. С 1632 по 1637 год он был деканом гильдии, а в 1634 году назначен регентом церкви Святого Иова. В 1639 году он помог основать «Школу живописцев» (Schilderscollege), где также стал регентом. Скончался в Утрехте. Похоронен 13 ноября 1671 года в церкви Святого Николая (Nicolaïkerk) в Утрехте.

## Творчество
Ян ван Бейлерт был плодовитым художником, оставившим около двухсот картин. По возвращении из Рима он, как и другие утрехтские живописцы, попавшие под влияние творчества Караваджо, писал в «караваджистском» стиле. Особенность ранних картин Бейлерта проявляется в использовании сильной светотени, изображении фигур крупным планом и натуралистичности в деталях.
Ван Бейлерт продолжал писать в этом же стиле на протяжении 1620-х годов. Около 1630 года он обратился к более классической манере, возможно, под влиянием Корнелиса ван Пуленбурга. Краски стали светлее, а сюжеты более возвышенными. В 1630-е годы он писал также композиции с небольшими фигурками, обычно изображавшие бытовые сценки в тавернах, борделях или сцены домашнего музицирования.
Ван Бейлерт также писал портреты выдающихся граждан Утрехта, таких как бургомистры и депутаты, регенты и старшины ремесленных цехов.
Среди его учеников были Бартрам де Фушье, Людольф Лендерц де Йонг, Йоханнес де Вер, Маттеус Вейтманс и Абрахам Виллартс.

## Галерея

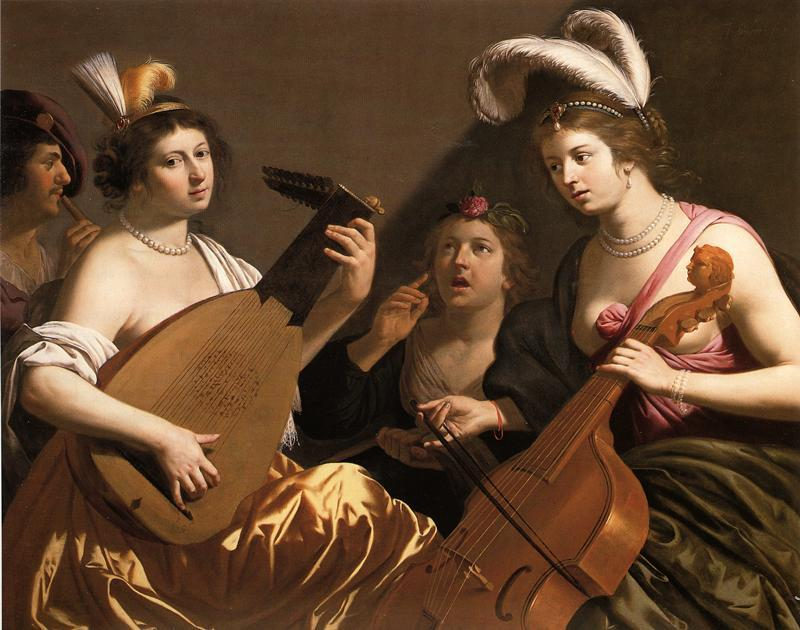
Концерт. Между 1635 и 1640. Холст, масло. Частное собрание
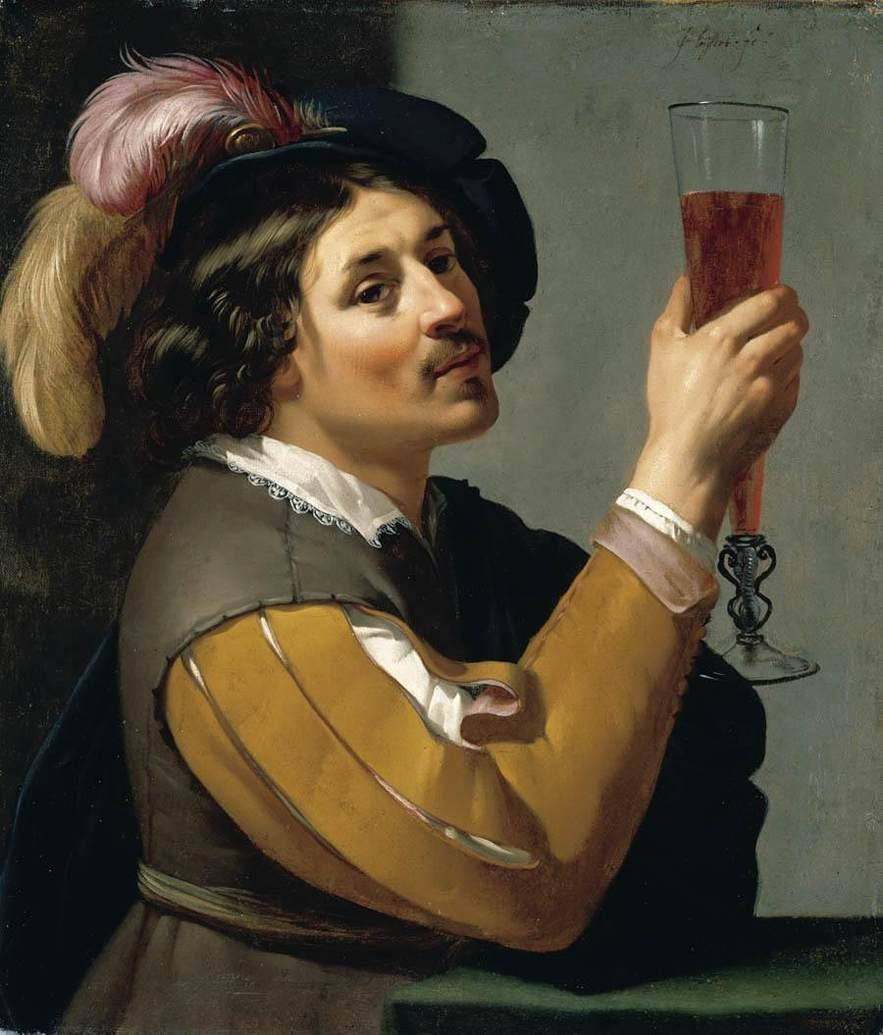
Молодой человек, выпивающий стакан вина. Между 1635 и 1640. Холст, масло. Частное собрание
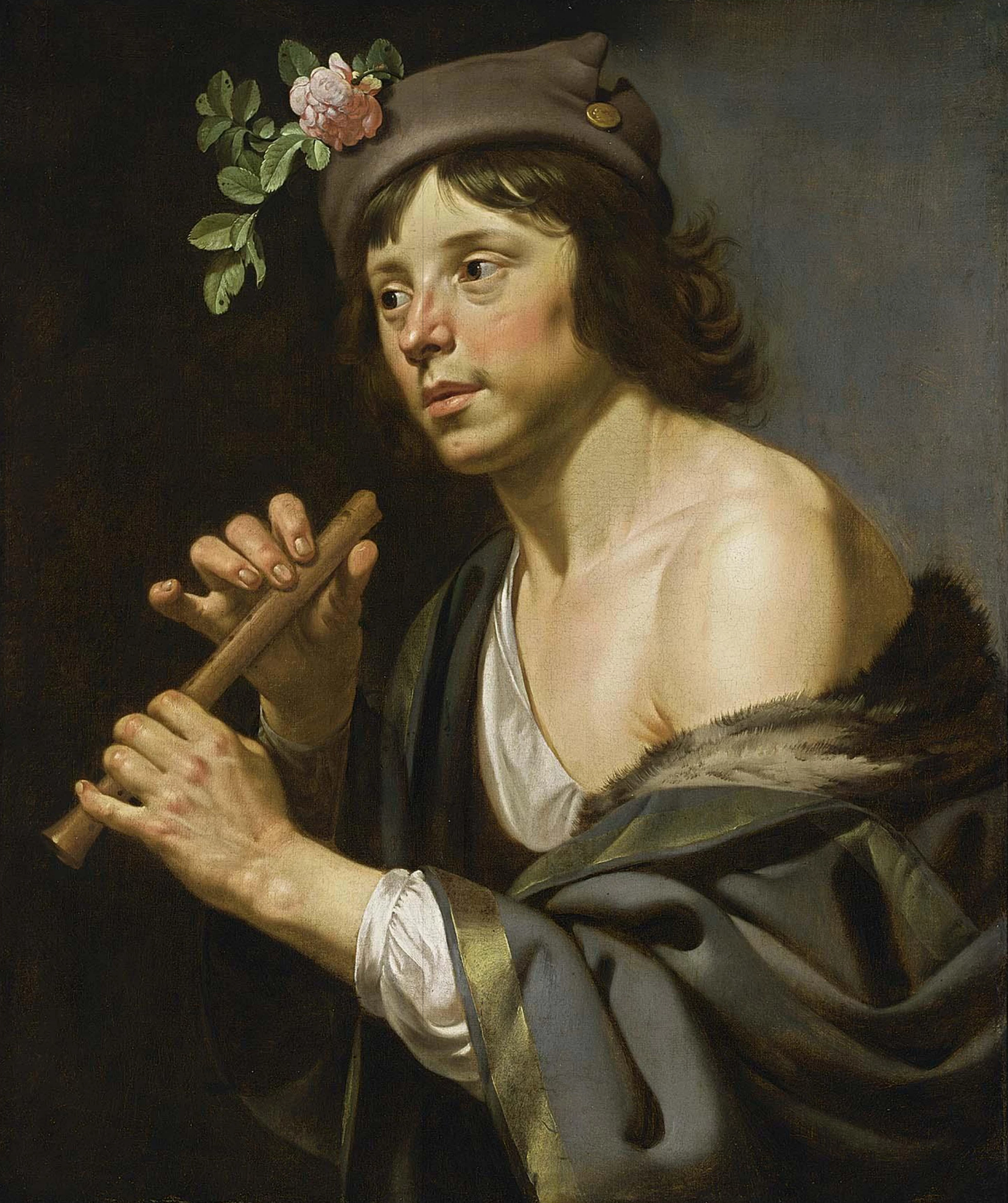
Пастух с флейтой. Между 1630 и 1635. Холст, масло. Частное собрание
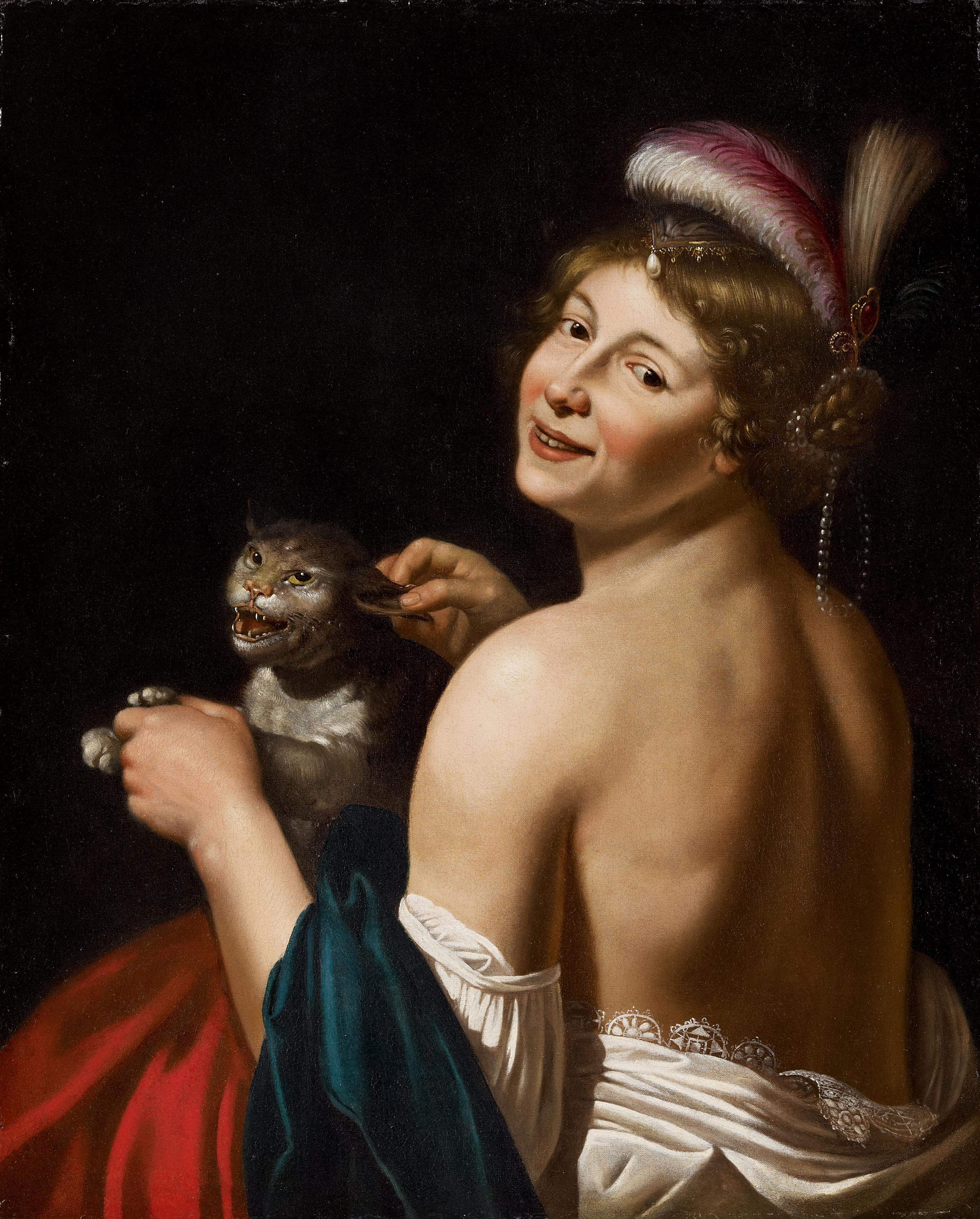
Куртизанка дёргает кошку за ухо. Аллегория осязания. Холст, масло. Частное собрание
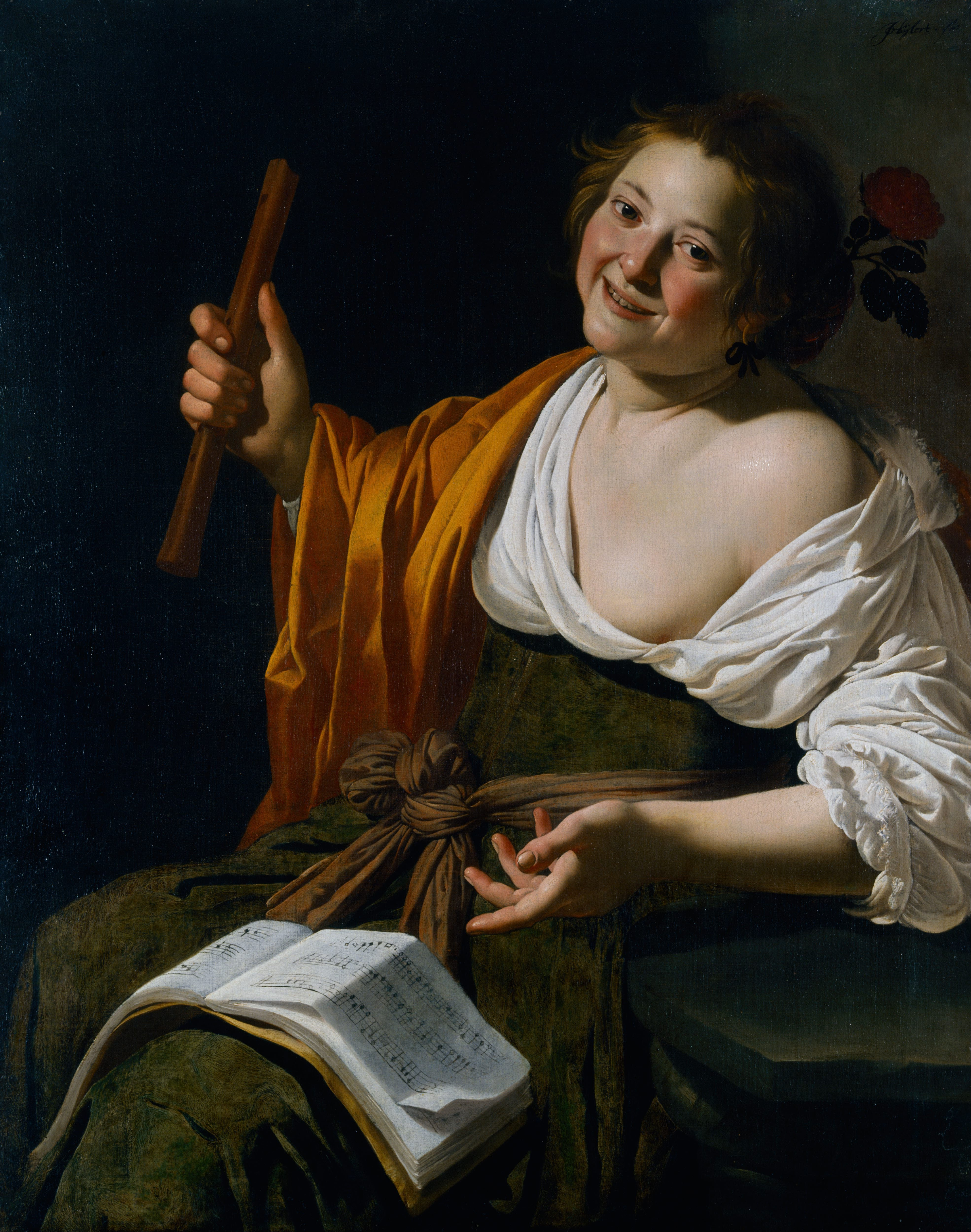
Девушка с флейтой. Ок. 1630. Холст, масло. Художественная галерея Нового Южного Уэльса, Сидней
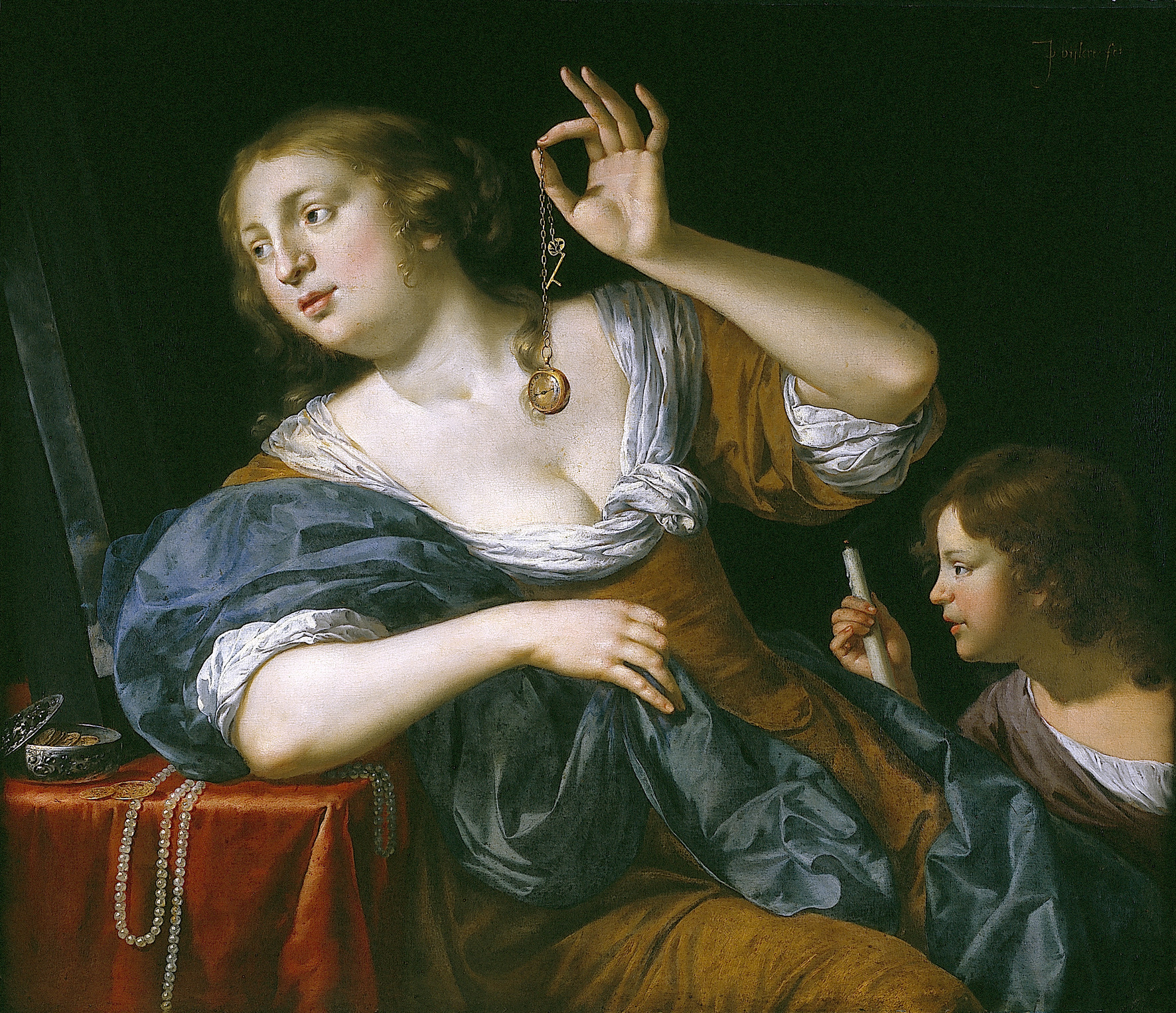
Ванитас. Аллегория быстротечности жизни. 1640. Холст, масло. Центральный музей Утрехта